# Čempresovke
Čempresovke (lat. Cupressaceae), biljna porodica iz reda borolike, nekad klasificirana vlastitom redu čempresolike (Cupressales). Porodici pripada 33 priznatih rodova s 188 priznatih vrsta; kod Kew-a 30 rodova drveća i grmlja: čempres (Cupressus), kleka (Juniperus), tuja (Thuja), sekvoja (Sequoia) i mamutovac (Sequoiadendron) su najpoznatije.

## Rodovi
Kod rodova postojala je podjela na potporodice koje nisu priznate, i ne preporučuje se njihovo korištenje
1. Subfamilia Cunninghamioideae (Zucc. ex Endl.) Quinn
2. Subfamilia Cupressoideae Rich. ex Sweet
3. Subfamilia Taiwanioideae L. C. Li
4. Subfamilia Athrotaxoideae L. C. Li
5. Subfamilia Sequoioideae Saxton
6. Subfamilia Taxodioideae Endl. ex K. Koch

Rodovi
1. Actinostrobus Miq. ex Lehm. (3 spp.)
2. Athrotaxis D. Don (2 spp.), tasmanijski cedar
3. Austrocedrus Florin & Boutelje (1 sp.), austrocedrus
4. Callitris Vent. (15 spp.), kalitris
5. Callitropsis Oerst.
6. Calocedrus Kurz (4 spp.), kalocedar
7. Chamaecyparis Spach (5 spp.), pačempres
8. Cryptomeria D. Don (1 sp.), japanska kriptomerija
9. Cunninghamia R. Br. (2 spp.), kuningamija
10. Cupressus L. (9 spp.), čempres
11. Diselma Hook. f. (1 sp.)
12. Fitzroya Hook. f. ex Lindl. (1 sp.), ficroja
13. Fokienia A. Henry & H. H. Thomas (1 sp.), fokijenija
14. Glyptostrobus Endl. (1 sp.), gliptostrobus
15. Hesperocyparis Bartel & R. A. Price (8 spp.)
16. Juniperus L. (61 spp.), borovica
17. Libocedrus Endl. (5 spp.), libocedar
18. Metasequoia Miki (1 sp.), metasekvoja
19. Microbiota Kom. (1 sp.), mikrobiota
20. Neocallitropsis Florin (1 sp.)
21. Neocupropsis de Laub.
22. Papuacedrus H. L. Li (1 sp.)
23. Pilgerodendron Florin (1 sp.)
24. Platycladus Spach (1 sp.)
25. Sequoia Endl. (1 sp.), obalna sekvoja
26. Sequoiadendron J. T. Buchholz (1 sp.), mamutovac
27. Taiwania Hayata (1 sp.), tajvanija
28. Taxodium Rich. (2 spp.), taksodij
29. Tetraclinis Mast. (1 sp.), člankoviti čempres
30. Thuja L. (5 spp.), tuja
31. Thujopsis Siebold & Zucc. (1 sp.), hiba
32. Widdringtonia Endl. (4 spp.), afrički čempres
33. Xanthocyparis Farjon & T. H. Nguyên (3 spp.)